# SCサテライト放送
SCサテライト放送株式会社（エスシーサテライトほうそう）は、スカパー!（東経110度CS放送）をプラットフォームとするJCOM（J:COM）系列の衛星基幹放送事業者である。
蓄積型放送サービス・ep（イーピー）を放送する放送局、イーピー放送として開局したが、蓄積型放送サービスは加入者が伸びなかったため放送を終了し、現在はジュピターショップチャンネル株式会社の傘下で、ショップチャンネルのハイビジョン（HDTV）による放送を24時間行っている。

## 歴史
2001年2月に松下電器産業（現・パナソニック）、東芝、日立製作所、WOWOW、スカイパーフェクト・コミュニケーションズ（現・スカパーJSAT）、住友商事などが出資して出来た会社で、開局当初は蓄積型放送サービス・epとの連動を重視した番組製作を行っていたが、蓄積型放送サービス終了後は主に他社で製作された番組を購入して放送していた。標準画質の放送だったが画面は16:9のサイズであった。   
2004年9月に一旦放送を休止し、2004年12月にハイビジョン放送を行う無料チャンネル（ep055チャンネル）として再開した。この時に、プラットフォームをWOWOWデジタルプラス（プラットフォーム事業者：CS-WOWOW）に変更している。WOWOWデジタルプラスが放送終了（2006年12月31日）から2012年3月31日まで、CSデジタルテレビ放送のチャンネルで唯一、どこのプラットフォームにも属さない独立系のチャンネルであった。   
2007年3月29日付でジュピターTV（のちのSCメディアコム）が松下電器産業・東芝・住友商事の3社が保有するイーピー放送（当時）の発行済株式数の計78.0%を取得し、ジュピターTVの子会社となった。子会社化後、ep055チャンネルは2007年3月31日24時をもって独自の番組編成による放送を終了し、4月1日0時から同チャンネルは、ジュピターショップチャンネルが運営するショッピング専門チャンネル「ショップチャンネル」のハイビジョン放送を無料で行っている（ハイビジョンによる24時間ライブショッピングチャンネルは、世界初）。
2007年10月1日に、社名を現在のSCサテライト放送へ変更した。
2023年11月24日、総務省から右旋帯域における衛星基幹放送（BS4K放送）業務の認定を受けたことを発表した。物理チャンネルをBS-11chに移動した上で、2025年4月1日から放送を開始した。

## 沿革
- 2001年
  - 2月 - 株式会社イー・ポート・チャンネル設立
  - 9月 - 商号をイーピー放送株式会社に変更
- 2002年7月1日 - 東経110度CSデジタル放送・Ch.055・056にて無料放送「ep055チャンネル」「ep056チャンネル」を開始
- 2004年
  - 3月31日 - 蓄積型放送サービスを終了[6]
  - 9月 - ep055チャンネルおよびep056チャンネルの放送を休止
  - 12月1日 - ep055チャンネルが無料ハイビジョン放送として再開[7]
- 2007年
  - 3月 - ジュピターTVの子会社に。
  - 4月1日 - 午前0時を期して従来の放送形態を終了し、同時にep055チャンネルでショップチャンネルによるハイビジョン放送（サイマル放送）を開始[8]（ハイビジョンによる24時間ライブショッピング放送は世界初）。
  - 7月2日 - 親会社のジュピターTVが、株式会社ジュピターTV（2007年9月ジュピターテレコムと合併し、現在はそのメディア事業部門）とSCメディアコム株式会社の2つに分割されたことにより、SCメディアコム株式会社の連結子会社となる。
  - 10月1日 - 商号をSCサテライト放送株式会社に変更。
  - 10月4日 - ep055チャンネルのチャンネル名称が「ショップチャンネル」に改称。
- 2008年1月1日 - e2 by スカパー!・Ch.177で行われていたショップチャンネルの標準画質放送の終了に伴い、完全サイマル放送から東経110度CS放送チャンネル（プラットフォームに属さない独立チャンネル）に放送形態を変更（e2から移行、ショップチャンネルの公式サイトではこの日がCS055chの本放送開始日となっている[要出典]）。
- 2012年4月1日 - 東経110度CS放送でのプラットフォームをSCサテライト放送直営からスカパー!e2（現・スカパー!）に移管（チャンネルは変更なし）。
- 2013年2月1日 - シーエス日本から日テレNEWS24の基幹放送事業を譲受。
- 2018年12月1日 - 新4K8K衛星放送「ショップチャンネル 4K」開始。（リモコンキーIDは「11」）
- 2021年2月28日 - 東京都中央区新川から東京都江東区東陽に本社を移転。
- 2023年11月24日 - 総務省から右旋帯域における衛星基幹放送（BS4K放送）業務の認定を受けたことを発表[2]。
- 2025年
  - 3月31日 - 左旋帯域でのBS4K放送を終了[4]。
  - 4月1日 - 右旋帯域でのBS4K放送を開始[4][5]。

## チャンネル

### 放送中のチャンネル
物理放送チャンネルはND8ch（CS1ネットワーク）。24スロットをショップチャンネルと日本テレビで折半。
太字のチャンネルは、ハイビジョンチャンネル。
テレビ放送
- Ch.055 ショップチャンネル（番組供給事業者：ジュピターショップチャンネル） - 12スロット
  - 2007年10月3日までのチャンネル名称は「ep055チャンネル」。
  - 午前0時基点の24時間放送（無料放送）。
  - 2007年3月31日24時まではイーピー放送が運営するテレビ放送だった。
  - 2007年4月1日0時以降は全番組が「ショップチャンネル」のハイビジョンによる放送となっている。ショップチャンネルの放送開始後も、暫くはイーピー放送運営の放送時代と同じくチャンネル名称は「ep055チャンネル」、受信機表示アイコンは「ep」のままであったが、社名がイーピー放送からSCサテライト放送へ変更された2007年10月1日から、受信機表示アイコンはショップチャンネルの受信機表示アイコンである「SHOP」に、チャンネル名称は2007年10月4日から「ショップチャンネル」にそれぞれ変更された。
  - 2013年1月29日、下記チャンネルを放送するため24スロットを分割。24スロットから16スロットに縮小。
  - 2018年9月26日 - 下記チャンネルのHD化に伴いスロット数を16から12に縮小。

- Ch.349：日テレNEWS24（番組供給事業者：CS日本） - 12スロット
  - 2013年1月29日 - スロットが分割され試験放送を開始。
  - 2013年2月1日 - CS日本から衛星基幹放送事業を承継、チャンネル番号を変更。
  - 標準画質で、画角情報は、4:3SD放送だったが、2014年3月3日より、16:9の画角情報を付加し、フルサイズのSD放送を開始。
  - 2018年9月26日 - スロット数を8から12に拡大（ショップチャンネルの縮小分）し、ハイビジョン放送を開始。
  - 2021年4月1日より、番組供給（運営）事業者が日本テレビ放送網からCS日本に変更。

4K放送
- Ch.BS4K 211：ショップチャンネル4K（番組供給事業者：ジュピターショップチャンネル） - BS-11ch 40スロット
  - 2018年12月1日放送開始。リモコンキーIDは「11」。
  - 2025年3月31日に左旋帯域でのBS4K放送を終了し、翌4月1日から右旋帯域でのBS4K放送を開始[4][5]。

### かつて放送されていたチャンネル
テレビ放送
- Ch.056：ep056チャンネル

独立データ放送
- Ch.060：ep060チャンネル 
  - epのデータ放送で、その後[いつ?]はイーピー放送の番組案内などに使用されていたが、2007年3月31日24時をもって放送を休止した（無料放送）。

## かつて放送されていた番組
無料ハイビジョン放送として放送されていた頃は、ハイビジョンの鮮明な映像を生かして、国内外の美しい映像を放送する紀行番組が数多く放送されていた。そのため、家電量販店などでハイビジョンテレビのデモ映像として同チャンネルを流すことが多く見受けられた。また、親会社だった松下電器の家電紹介番組も放送されていた。一部の番組はSCサテライト放送から地方の民放テレビ局や民放BSデジタル放送局へ番販されている。
- 心と技の日本遺産
- 日本の名刹と紅葉
- 日本の神社と祭礼
  - BS朝日で「ハイビジョン紀行」の番組名で放送された。
- Energy To The People
- ビキニ・デスティネーション
- 韓流熱風
- ヨーロッパ列車紀行 男の時刻表
- 欧州 音楽の旅路 〜クラシック名曲特選〜
- BALI 神々が宿る島
- Vision
- スマート・トラベルII
- Let's Shop
- Fantastic Festival（ファンタスティック・フェスティバル）
- ファッションショー FRONT ROW
- ブルームバーグテレビジョン（2006年4月1日～2007年3月31日の間、朝の時間帯に1時間、4:3SDで放送）
- 家電Style
- Good-Night TOKYO
- STEP BY STEP

など